# Elette 1956-1957
Il campionato Elette 1956-1957 ha rappresentato la trentacinquesima edizione del massimo campionato italiano di pallacanestro.
Le squadre di Serie A rimangono 12 e si incontrano in un girone all'italiana con partite d'andata e ritorno. La prima in classifica vince lo scudetto e le ultime due retrocedono direttamente. Viene abolito il pareggio e la sconfitta da questa stagione vale un punto.
La Simmenthal Milano (ex Borletti) vince il suo decimo scudetto ed è la prima squadra italiana a conquistare la stella. È anche la prima ad acquisire il diritto alla partecipazione alla Coppa dei Campioni. Al secondo posto si classifica la campione uscente Minganti Bologna, al terzo la Moto Morini Bologna.

## Classifica
|  |     | Classifica finale 1956-1957     | Pt | G  | V  | P  | PtF  | PtS  |
|  | --- | ------------------------------- | -- | -- | -- | -- | ---- | ---- |
|  | 1.  | Simmenthal Olimpia Milano       | 41 | 22 | 19 | 3  | 1681 | 1324 |
|  | 2.  | Minganti Virtus Bologna         | 40 | 22 | 18 | 4  | 1611 | 1260 |
|  | 3.  | MotoMorini Cest.Mazzini Bologna | 36 | 22 | 14 | 8  | 1600 | 1409 |
|  | 4.  | Stella Azzurra Roma             | 35 | 22 | 13 | 9  | 1497 | 1544 |
|  | 5.  | Ignis Pall.Varese               | 34 | 22 | 12 | 10 | 1548 | 1515 |
|  | 6.  | Benelli Vuelle Pesaro           | 33 | 22 | 11 | 11 | 1322 | 1418 |
|  | 7.  | Ginnastica Roma                 | 32 | 22 | 10 | 12 | 1384 | 1414 |
|  | 8.  | Preti Gira Bologna              | 32 | 22 | 10 | 12 | 1433 | 1456 |
|  | 9.  | Necchi Pall.Pavia               | 30 | 22 | 8  | 14 | 1229 | 1404 |
|  | 10. | Oransoda Pall.Cantù             | 29 | 22 | 7  | 15 | 1372 | 1457 |
|  | 11. | Reyer Venezia                   | 27 | 22 | 5  | 17 | 1513 | 1661 |
|  | 12. | Vela Viareggio                  | 27 | 22 | 5  | 17 | 1275 | 1603 |

## Risultati
| Risultati           | GR    | BP    | IV    | VB    | MB     | NP    | OC    | GB    | RV    | SM     | SR     | VV     |
| ------------------- | ----- | ----- | ----- | ----- | ------ | ----- | ----- | ----- | ----- | ------ | ------ | ------ |
| A.S. Roma           |       | 65-69 | 59-52 | 59-69 | 65-50  | 71-60 | 76-54 | 82-77 | 72-65 | 58-87  | 74-72  | 75-65  |
| Benelli Pesaro      | 49-41 |       | 54-52 | 49-70 | 49-46  | 61-46 | 85-69 | 65-62 | 61-51 | 56-59  | 68-70  | 60-53  |
| Ignis Varese        | 82-75 | 78-64 |       | 83-82 | 100-84 | 71-40 | 80-69 | 90-73 | 83-75 | 75-84  | 89-71  | 76-44  |
| Minganti Bologna    | 67-46 | 92-58 | 78-49 |       | 62-52  | 98-50 | 76-59 | 45-42 | 80-62 | 71-64  | 96-47  | 114-68 |
| Moto Morini Bologna | 80-71 | 95-65 | 71-63 | 58-64 |        | 90-55 | 80-57 | 79-55 | 79-76 | 91-71  | 100-69 | 68-48  |
| Necchi Pavia        | 49-65 | 40-50 | 61-40 | 47-39 | 54-52  |       | 59-42 | 71-69 | 68-57 | 61-73  | 45-59  | 75-58  |
| Oransoda Cantù      | 65-55 | 82-57 | 67-49 | 60-64 | 61-83  | 59-37 |       | 73-81 | 66-73 | 43-44  | 77-61  | 61-55  |
| Preti Bologna       | 58-55 | 57-52 | 65-56 | 54-64 | 63-71  | 76-66 | 63-58 |       | 84-59 | 75-63  | 63-55  | 81-67  |
| Reyer Venezia       | 79-63 | 73-75 | 65-67 | 58-82 | 69-82  | 76-80 | 75-68 | 86-69 |       | 66-86  | 71-77  | 77-51  |
| Simmenthal Milano   | 72-54 | 79-52 | 75-60 | 67-63 | 75-64  | 89-62 | 59-41 | 66-59 | 97-48 |        | 69-56  | 122-72 |
| Stella Azzurra Roma | 55-53 | 80-69 | 82-84 | 73-67 | 70-60  | 53-52 | 81-66 | 70-53 | 82-67 | 61-110 |        | 94-58  |
| Vela Viareggio      | 38-50 | 58-54 | 77-69 | 55-68 | 47-65  | 56-51 | 64-75 | 63-54 | 89-85 | 36-70  | 53-59  |        |

## Verdetti
- Campione d'Italia:  Olimpia Simmenthal Milano

Formazione: Ronald Clark, Galletti, Sandro Gamba, Renato Padovan, Enrico Pagani, Gianfranco Pieri, Sandro Riminucci, Romeo Romanutti, Cesare Volpato, Zappelli. Allenatore: Cesare Rubini.
- Retrocessioni in Serie A: Reyer Venezia e Vela Viareggio.